# Ludovico Einaudi
Ludovico Einaudi (født 23. november 1955 (69 år) i Torino) er en italiensk pianist og komponist. Han er barnebarn af Italiens anden præsident Luigi Einaudi.
I løbet af sin karriere komponerede han musik til flere film, herunder This is England. I 2020 blev hans musik brugt i filmene Nomadland og The Father.

## Ordner
I 2005 modtog han den italienske stats fortjenstorden

## Kompositioner
Orkesterværker:
- 2004: Una mattina
- 2002: Divenire for klaver, strygere og to harper
- 1999: Filmmusik til den italienske film Fuori dal mondo af Giuseppe Piccioni
- 1997: Selim for trompet og orkester, Miles Davis
- 1995: Chatrang Ouverture for band og orkester
- 1995: Suite aus dem Ballett Salgari for kammerorchester – uropført i Lincoln Center, New York, September 1995
- 1988: Contatti for jazz-Band
- 1986: Movimento for orkester
- 1985: Crossing for big-Band
- 1984: Altissimo for kammerorchester
- 1982: Rondo for mezzosopran og orkester – uropført under ledelse af Luciano Berio i Foro Italico, Rom, Februar 1983
- 1981: Per vie d’acqua for orkester – uropført under ledelse af Luciano Berio i Rovereto, November 1981

Teatermusik:
- 1997: E. A. Poe – Stumfilm projekt
- 1993: Salgari – Ballet/Opera
- 1991: The Emperor – Balletmusik, uropført med ISO Dance Theatre i Lincoln Center, New York, August 1991
- 1988: Time Out – Balletmusik, i samarbejde med Andrea De Carlo og ISO Dance Theatre
- 1983: Sul Filo di Orfeo – Balletmusik

20 kompositioner for kammermusik ensmebler

## Filmografi
- 2011: De urørlige (Intouchables) (Instruktion: Olivier Nakache, Éric Toledano)
- 2010: Das Ende ist mein Anfang (Instruktion: Jo Baier)
- 2006: This is England (Instruktion: Shane Meadows)
- 2004: Sotto falso nome (Instruktion: Roberto Andò) – Pris for bedste filmmusik på Avignon Film Festival 2004
- 2002: Luce dei miei occhi (Instruktion: Giuseppe Piccioni) – Italian Music Award
- 2002: Doktor Schiwago (TV-Miniserie, Instruktion: Giacomo Campiotti)
- 2001: Zeno – Le parole di mio padre (Instruktion: Francesca Comencini)
- 2001: Alexandria (Instruktion: Maria Iliou)
- 2000: La vita altrui (Instruktion: Michele Sordillo)
- 2000: Un delitto impossibile (Instruktion: Antonio Luigi Grimaldi)
- 1999: Fuori dal mondo (Instruktion: Giuseppe Piccioni)– Echo Klassik for bedste filmmusik 2002
- 1998: Aprile (Instruktion: Nanni Moretti)
- 1998: Giorni dispari (Instruktion: Dominick Tambasco)
- 1996: Acquario (Instruktion: Michele Sordillo)
- 1994: Da qualche parte in città (Instruktion: Michele Sordillo)
- 1988: Treno di panna (Instruktion: Andrea De Carlo)

## Diskografi
- 2021: Cinema
- 2020: Einaudi Undiscovered
- 2020: 12 Songs From Home
- 2019: Seven Days Walking (Day 7)
- 2019: Seven Days Walking (Day 6)
- 2019: Seven Days Walking (Day 5)
- 2019: Seven Days Walking (Day 4)
- 2019: Seven Days Walking (Day 3)
- 2019: Seven Days Walking (Day 2)
- 2019: Seven Days Walking (Day 1)
- 2015: Elements
- 2015: Taranta Project
- 2013: In a Time Lapse (Decca)
- 2011: Islands-Essential Einaudi (Decca)
- 2010: The Royal Albert Hall Concert (Decca)
- 2009: Nightbook
- 2008: Live in Berlin (Klassik Radio Records)
- 2007: The Collection
- 2006: Divenire (Decca)
- 2005: Diario Mali (Ponderosa)
- 2004: In un’altra vita (Bertelsmann Music Group|BMG Ricordi)
- 2004: La Scala: Concert 03 03 03 (BMG Ricordi)
- 2004: Una Mattina (Decca)
- 2002: Eden Roc (BMG Ricordi)
- 2001: I Giorni (BMG Ricordi)
- 1997: Stanze (RCA/Victor)
- 1996: Le Onde (BMG Ricordi)